# Kari Lahti
Kari Erik Lahti (Pori, 7 agosto 1946 – 12 febbraio 1991) è stato un cestista finlandese.

## Carriera
Con la Finlandia ha disputato due edizioni dei Campionati europei (1965, 1967).

## Palmarès
- Campionato finlandese: 7

Tapion Honka: 1967-68, 1968-69, 1969-70, 1970-71, 1971-72, 1973-74, 1975-76